# Oberleitungsbus Offenbach am Main
| Der ehemalige Obus 55 im Verkehrsmuseum Frankfurt am Main |         |                                                                  |                       |
| Streckenlänge: | 14,7 km |                                                                  |                       |
| |         |                                                                  |                       |
| \| \| \| Rumpenheim 3 \| \| \| \| \| Bürgel 1 \| \| \| \| \| Schloßstraße \| \| \| \| \| Bieber, Ostendplatz 2 \| \| \| \| \| Stadion Bieberer Berg \| \| \| \| \| Betriebshof \| \| \| \| \| \| \| \| \| \| Marktplatz \| \| \| \| \| Hauptbahnhof \| \| \| \| \| \| \| \| \| \| Kaiserstraße \| \| \| \| \| Goethering 2 \| \| \| \| \| Stadtkrankenhaus 1 \| \| \| \| \| Buchrainweiher 3 \| \| \| \| \| \| \| \| \| \| Hinweis: es sind nur ausgewählte Zwischenhaltestellen aufgeführt \| \| |         |                                                                  |                       |
| U-Bahn-Kopfbahnhof Streckenanfang (Strecke außer Betrieb) |         | Rumpenheim 3                                                     | Rumpenheim 3          |
| U-Bahn-Bahnhof (Strecke außer Betrieb) |         | Bürgel 1                                                         | Bürgel 1              |
| U-Bahn-Haltepunkt / Haltestelle (Strecke außer Betrieb) |         | Schloßstraße                                                     | Schloßstraße          |
| U-Bahn-Strecke (außer Betrieb) · U-Bahn-Kopfbahnhof Streckenanfang (Strecke außer Betrieb) |         | Bieber, Ostendplatz 2                                            | Bieber, Ostendplatz 2 |
| U-Bahn-Strecke (außer Betrieb) · U-Bahn-Haltepunkt / Haltestelle (Strecke außer Betrieb) |         | Stadion Bieberer Berg                                            | Stadion Bieberer Berg |
| U-Bahn-Strecke (außer Betrieb) · U-Bahn-Betriebs-/Güterbahnhof Streckenanfang (Strecke außer Betrieb) · U-Bahn-Strecke (außer Betrieb) |         | Betriebshof                                                      | Betriebshof           |
| U-Bahn-Strecke nach links (außer Betrieb) · U-Bahn-Abzweig geradeaus, von links und von rechts (Strecke außer Betrieb) · U-Bahn-Strecke nach rechts (außer Betrieb) |         |                                                                  |                       |
| U-Bahn-Bahnhof (Strecke außer Betrieb) |         | Marktplatz                                                       | Marktplatz            |
| U-Bahn-Bahnhof (Strecke außer Betrieb) |         | Hauptbahnhof                                                     | Hauptbahnhof          |
| U-Bahn-Verschwenkung von links (Strecke außer Betrieb) · U-Bahn-Verschwenkung von rechts (Strecke außer Betrieb) |         |                                                                  |                       |
| U-Bahn-Haltepunkt / Haltestelle (Strecke außer Betrieb) · U-Bahn-Strecke (außer Betrieb) |         | Kaiserstraße                                                     | Kaiserstraße          |
| U-Bahn-Kopfbahnhof Streckenende (Strecke außer Betrieb) · U-Bahn-Strecke (außer Betrieb) |         | Goethering 2                                                     | Goethering 2          |
| U-Bahn-Bahnhof (Strecke außer Betrieb) |         | Stadtkrankenhaus 1                                               | Stadtkrankenhaus 1    |
| U-Bahn-Kopfbahnhof Streckenende (Strecke außer Betrieb) |         | Buchrainweiher 3                                                 | Buchrainweiher 3      |
| |         |                                                                  |                       |
| |         | Hinweis: es sind nur ausgewählte Zwischenhaltestellen aufgeführt |                       |

Der Oberleitungsbus Offenbach am Main war das Oberleitungsbus-System der hessischen Stadt Offenbach am Main. Er war von 1951 bis 1972 Teil des Offenbacher Nahverkehrs und ersetzte einen Teil der Strecken der von 1884 bis 1963 bestehenden Straßenbahn Offenbach am Main. Zuständiges Verkehrsunternehmen waren die aus der Städtischen Straßenbahn Offenbach (SSO) hervorgegangenen Stadtwerke Offenbach, die heute als Offenbacher Verkehrs-Betriebe (OVB) firmieren. Der Offenbacher Oberleitungsbus wurde nach seiner Stilllegung durch Omnibusse ersetzt.

## Geschichte
Einige Jahre nach dem Zweiten Weltkrieg entschied die Stadt Offenbach ihre Straßenbahn durch Oberleitungsbusse zu ersetzen. Die erste Obusstrecke war 5,6 Kilometer lang und führte als Durchmesserlinie vom Goethering im Nordend über die Kaiserstraße, den Hauptbahnhof, die Bismarckstraße, den Marktplatz, die Schloßstraße und die Mainstraße in den Stadtteil Bürgel. Sie wurde am 14. Juli 1951 eröffnet. Einen Tag später begann der planmäßige Verkehr der Linie 1. Als Betriebshof wurde das Straßenbahn- beziehungsweise heutige Omnibus-Depot beim Alten Friedhof genutzt. Dieses war über eine circa 500 Meter lange Betriebsstrecke angebunden.
Am 4. Oktober 1953 wurde eine Neubaustrecke vom Marktplatz ausgehend via Bieberer Straße und dem Stadion am Bieberer Berg bis zum Ostendplatz im Stadtteil Bieber eröffnet. Eine zweite Erweiterung führte ab dem gleichen Tag vom Hauptbahnhof zum Stadtkrankenhaus am Starkenburgring, dem heutigen Sana Klinikum Offenbach. Fortan verkehrte die Linie 1 vom Stadtkrankenhaus nach Bürgel, die neue Linie 2 vom Goethering nach Bieber. Das Obusnetz war nun elf Kilometer lang.
Die letzte Erweiterung erfolgte am 30. Oktober 1955, als im Norden der Abschnitt von Bürgel nach Rumpenheim und im Süden der Abschnitt vom Stadtkrankenhaus zum Buchrainweiher im Stadtteil Lauterborn in Betrieb gingen. Beide Neubauabschnitte wurden von einer neuen Linie 3 Buchrainweiher–Rumpenheim bedient. Damit erreichte das Obusnetz seine maximale Ausdehnung von 14,7 Kilometern. Letztlich war das Obusnetz damit deutlich umfangreicher als das frühere Schienennetz, so fuhren nach Bieber, zum Buchrainweiher und zwischen Bürgel und Rumpenheim nie Straßenbahnen.
Ab 1963 war der Obus schließlich das einzige von der Stadt Offenbach selbst betriebene elektrische Verkehrsmittel. Damals wurde die letzte ausschließlich in Offenbach verkehrende Straßenbahnlinie 27 nach Tempelsee stillgelegt und der Betrieb der verbliebenen Straßenbahnlinie 16 ausschließlich mit Frankfurter Fahrzeugen durchgeführt. Ursprünglich war geplant auch die Strecke nach Tempelsee auf Obusbetrieb umzustellen, dieses Vorhaben wurde jedoch nicht mehr realisiert.
Die Linien 1 und 3 wurden am 25. August 1967 auf Dieselbusbetrieb umgestellt, die Linie 2 folgte am 26. September 1972. Ursprünglich war die endgültige Aufgabe des Obusverkehrs erst für Mitte Oktober 1972 vorgesehen. Sie musste jedoch vorgezogen werden, als ein Kranausleger in der Kaiserstraße die Oberleitung herunterriss. Dennoch erfolgte am 15. Oktober 1972 noch eine offizielle Abschiedsfahrt nach Bieber.

## Fahrzeuge
| Anzahl | Nummern  | Hersteller                        | Elektrik | Baujahre  | Art         | Bemerkungen                                                                |
| ------ | -------- | --------------------------------- | -------- | --------- | ----------- | -------------------------------------------------------------------------- |
| 1      | 51       | Uerdingen / Henschel              | SSW      | 1951      | Solowagen   | Umbau zu Gelenkwagen 85, +1967                                             |
| 1      | 51 (II)  | Uerdingen / Büssing               | Kiepe    | ?         | Solowagen   | Typ ÜBIVs, Zugang 1963, ex Neuwied 10, +1970                               |
| 1      | 52       | Uerdingen / Henschel              | SSW      | 1951      | Solowagen   | Umbau zu Gelenkwagen 86, +1967                                             |
| 1      | 52 (II)  | Uerdingen / Büssing               | Kiepe    | ?         | Solowagen   | Typ ÜBIVs, Zugang 1963, ex Neuwied 11, +1971                               |
| 1      | 53       | Uerdingen / Henschel              | SSW      | 1951      | Solowagen   | Umbau zu Gelenkwagen 83, +1967                                             |
| 1      | 54       | Uerdingen / Henschel              | SSW      | 1951      | Solowagen   | +1966                                                                      |
| 1      | 55       | Uerdingen / Henschel              | SSW      | 1951      | Solowagen   | Umbau zu Gelenkwagen 81, 1967 nach Baden-Baden abgegeben                   |
| 1      | 55 (II)  | Henschel / Kässbohrer             | SSW      | ?         | Solowagen   | Zugang 1959, ex Köln 295, +1963                                            |
| 1      | 55 (III) | Büssing / Ludewig                 | Kiepe    | 1963      | Solowagen   | 1972 nach Kaiserslautern abgegeben, heute Verkehrsmuseum Frankfurt am Main |
| 1      | 56       | Uerdingen / Henschel              |          | 1951      | Solowagen   | Umbau zu Gelenkwagen 84, +1967                                             |
| 1      | 56 (II)  | Büssing / Ludewig                 | Kiepe    | 1963      | Solowagen   | Typ Büssing Präsident 14R, 1972 nach Kaiserslautern abgegeben              |
| 1      | 57       | Uerdingen / Henschel              | SSW      | 1952      | Solowagen   | Umbau zu Gelenkwagen 82, 1967 nach Baden-Baden abgegeben                   |
| 1      | 57 (II)  | Henschel / Kässbohrer             | SSW      | ?         | Solowagen   | Zugang 1959, ex Köln 296, +1963                                            |
| 1      | 57 (III) | Büssing / Ludewig                 | Kiepe    | 1963–1964 | Solowagen   | Typ Büssing Präsident 14 R                                                 |
| 8      | 58–65    | Mercedes-Benz                     | Kiepe    | 1953–1955 | Solowagen   | Typ O 6600 T                                                               |
| 1      | 66       | Mercedes-Benz                     | SSW      | 1955      | Solowagen   | Typ O 6600 T, Vorführwagen, +1970                                          |
| 3      | 67–69    | Uerdingen / Büssing               | Kiepe    | 1958      | Solowagen   | Typ ÜBIVs                                                                  |
| 2      | 81–82    | Uerdingen / Henschel / Kässbohrer | SSW      | 1959      | Gelenkwagen | Umbau bei Kässbohrer aus Uerdingen / Henschel-Solowagen                    |
| 4      | 83–86    | Uerdingen / Henschel / Vetter     | SSW      | 1960      | Gelenkwagen | Umbau bei Vetter aus Uerdingen / Henschel-Solowagen                        |
| 4      | 87–90    | Büssing / Vetter                  | Kiepe    | 1963      | Gelenkwagen | Typ Büssing Präsident                                                      |

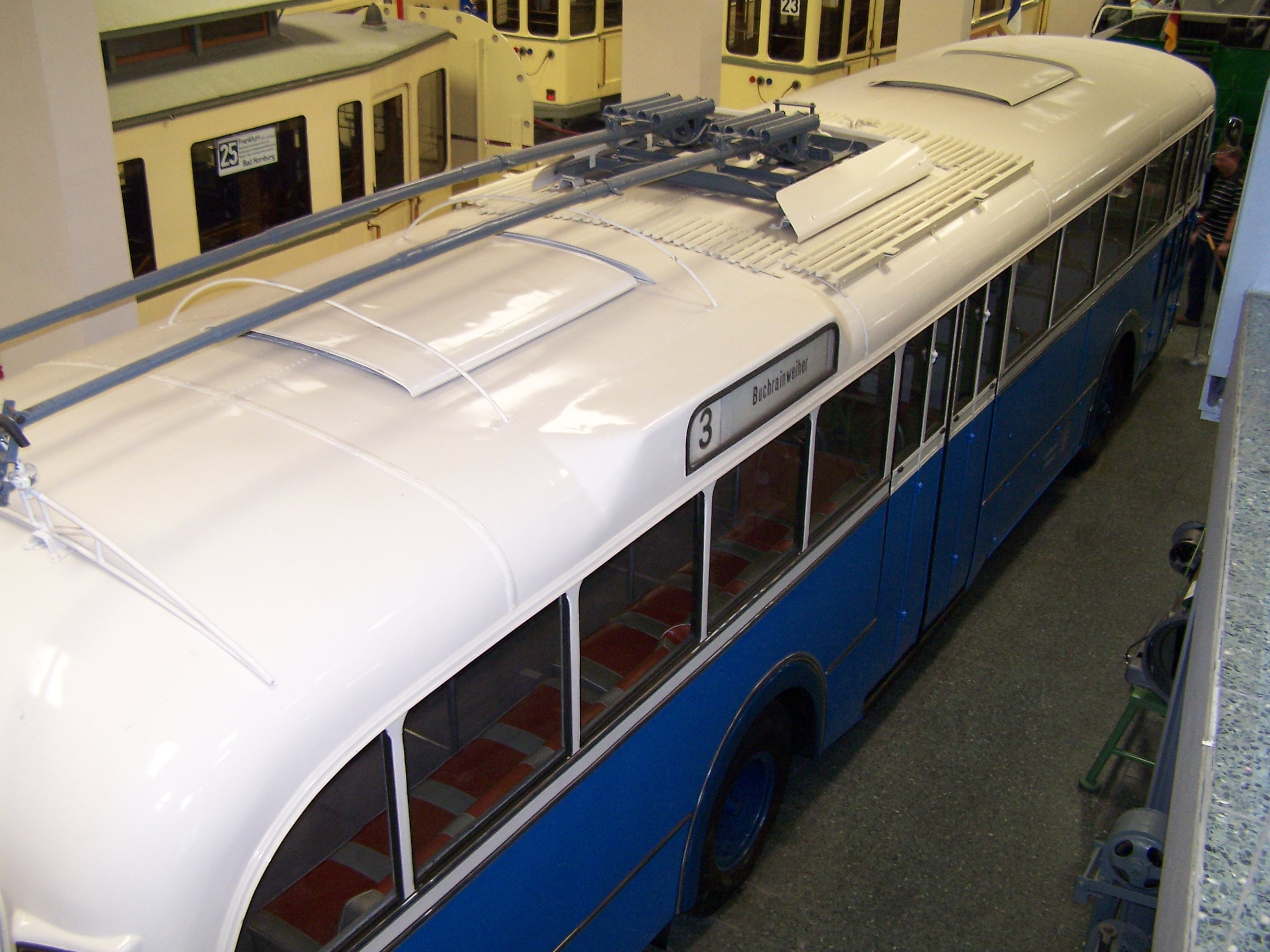
Museumswagen 55 von oben

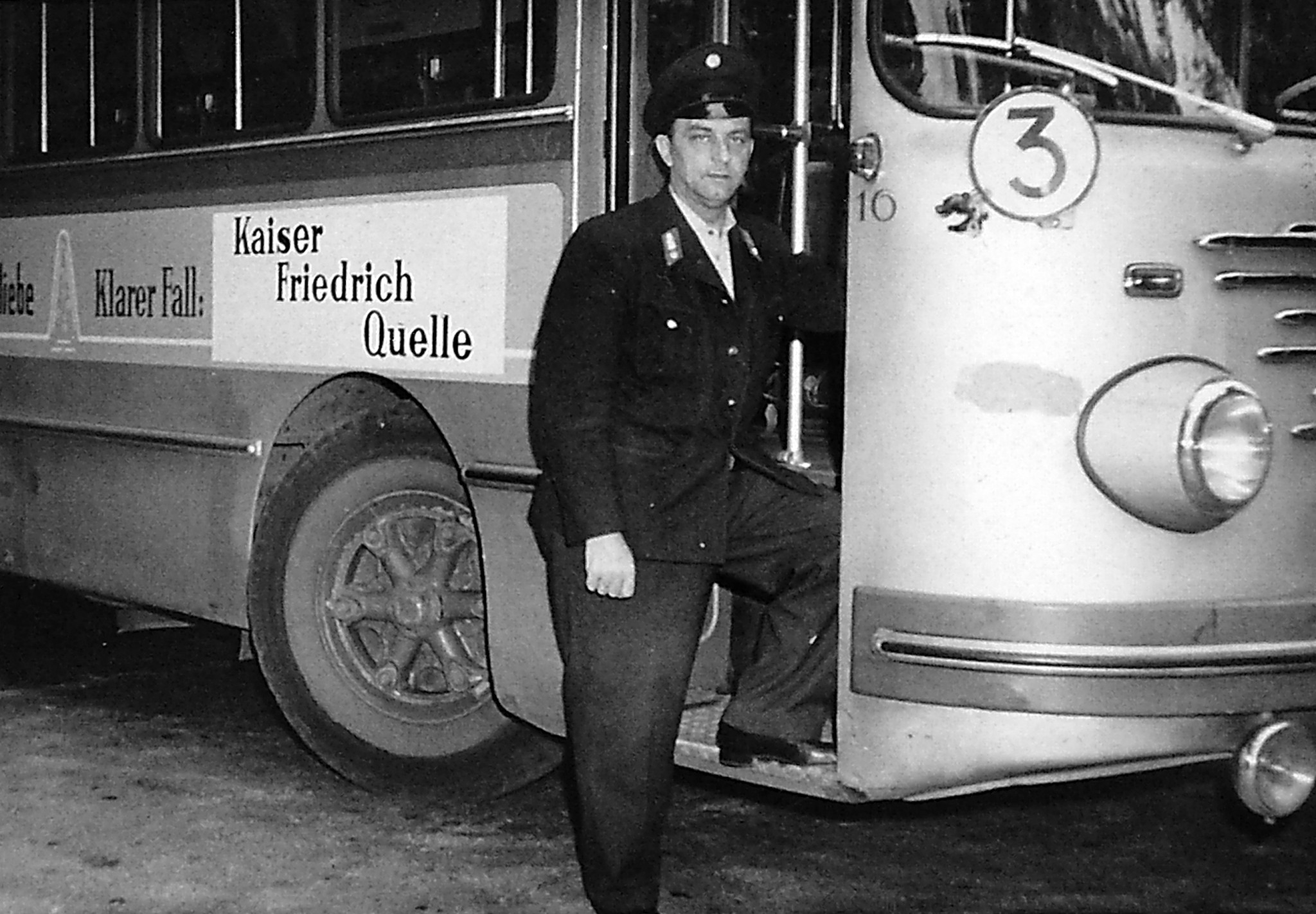
Fahrer der Linie 3 mit Wagen 51 (II), vormals Neuwied 10

Teilweise führten die Solowagen auch Anhänger mit. Nach der Betriebseinstellung wurden je drei Solowagen (55 (III), 56 (II) und 68) und drei Gelenkwagen (88, 89, 90) an den Oberleitungsbus Kaiserslautern verkauft. Darunter befand sich auch der Wagen 55 (III), der heute im Verkehrsmuseum Frankfurt am Main ausgestellt ist. Zwei weitere Solowagen gingen 1967 an den Oberleitungsbus Rheydt (59, 60), ein weiterer Gelenkwagen (87) an den Oberleitungsbus Kapfenberg in Österreich.